# 土岐市立下石中学校
土岐市立下石中学校（ときしりつ　おろしちゅうがっこう）は、かつて岐阜県土岐市に存在した公立中学校。

## 概要
- 旧・土岐郡下石町の小学校であった。1960年、妻木中学校と統合し、西陵中学校の新設により廃校。
- 跡地は下石小学校、及び土岐紅陵高等学校の校地の一部となっている。

## 沿革
- 1947年（昭和22年）4月1日 - 土岐郡下石町に下石町立下石中学校として開校。下石小学校の校舎の一部を仮校舎とする。
- 1948年（昭和23年） - 下石小学校の隣接地に校舎が完成。
- 1949年（昭和24年）9月1日 - 校舎の一部が岐阜県土岐郡下石町妻木町ニか町学校組合立土岐郡中央高等学校下石分校の校舎となる。
- 1955年（昭和30年）2月1日 - 泉町、駄知町、下石町、妻木町、土岐津町、肥田村、曽木村、鶴里村が合併し土岐市が発足。同時に土岐市立下石中学校に改称する。
- 1960年（昭和35年）9月 - 妻木中学校と統合し、西陵中学校の新設により廃校。校舎は西陵中学校下石分校となる。
- 1961年（昭和36年）8月 - 下石分校を廃止。